# 庹
庹（たく、た、Tuǒ, Tuō）は、漢姓の一つ。

## 中国の姓

### 分布
分布はやや広く、全国人口の約0.0023％を占めるが、2020年の中華人民共和国の統計では人数順の上位100姓に入っていない。湖南省・重慶市・四川省の3省市にこの姓が多く、おおよそ全国の庹姓人口の90％を占める。四川から湖南にかけては、特に湖南の澧水流域に一万六千人余りが集中しており、中でも慈利・大庸・澧県が最も多い。台湾の2018年の統計では692番目に多い姓で、50人がいる。

### 由来
度姓が改められたものであろう、という（臧励龢ら『姓氏考略』(1921)）。
民族的には漢族以外にトゥチャ族の姓でもある（竇学田『中華古今姓氏大辞典』(1997)、鄧和平「松滋土家族姓氏風俗考」『中南民族学院学報（哲学社会科学版）』(1992)）。
文字の意味としては、四川方言で両手を広げて測った大きさを指す単位（尋）で、量詞としても用いられる。つまり方言字と言える。『字彙補「广部」』では「庹、両の腕を広げた長さを庹という」とあり、詩人の楊朔（1913年 - 1968年）の『金字塔夜月』という散文には「（金字塔の）塔身は全て一庹以上の長さがある大石を積み重ねて建ち上がっているのだ」という1文がある。一抱えとか尋と同義と言える。度という字とよく似ているわけだが、“度”という字は、“はかる”と動詞で用いる場合はタクと発音し、中国でも区別して特に“duó”と発音する（「程“度”」・「温“度”」などの名詞では“dù”）。「（度－又）＋尺」によって、腕を差し渡して測る、またそのように測った尺度という意味の会意兼形声文字と言える。『改併四声篇海「广部」』は『余文』を引用して、「庹は、姓である」と言い、『万姓統譜「歌韻」』は「庹は、音は佗（タ、tuōまたはtuó）、『直音』に見える。明の万暦の間、河南南陽衛指揮庹五常、慈州の人。」清の王士禎の『池北偶談「談異一　奇姓」』では「壬子（みずのえね）の年、四川へ科挙の試験官をしにいくと、副榜の庹謀が居る。音は拓（タク、duò）」とある。

### 著名な人物
- 庹五常 - 明の時の慈州（故治所は現在の山西省吉県）の人。万暦年間に南陽衛指揮に任ぜられた[1]。
- 庹宗華（中国語版） - トゥチャ族、祖籍は湖北省松滋、台湾の俳優、庹宗康の実兄。
- 庹宗康（中国語版） - 台湾の俳優、庹宗華の実弟。
- 庹震 - 経済日報社総編集・新華社副社長・中国共産党広東省委員会常任委員・宣伝部部長・中央宣伝部副部長などの職を歴任。現在、人民日報社総編集を務める。